# Reignac (Gironda)
Reignac és un municipi francès, situat al departament de la Gironda i a la regió de la Nova Aquitània. És un dels municipis situats al País Gavai o Gavacheria, que tot i trobar-se geogràficament a Occitània és de parla oïl (saintongesa)

## Demografia
| 1962                                       | 1968  | 1975  | 1982  | 1990  | 1999  | 2007  |
| ------------------------------------------ | ----- | ----- | ----- | ----- | ----- | ----- |
| 1.269                                      | 1.352 | 1.267 | 1.206 | 1.263 | 1.197 | 1.380 |
| Des de 1962: població sense dobles comptes |       |       |       |       |       |       |

## Administració
| Període   | Identitat     | Partit |
| --------- | ------------- | ------ |
| 1983-1989 | Paul Aurian   | RPR    |
| 1989-2003 | Guy Mazaubert |        |
| 2003-     | Alain Gandre  |        |